# Sociedade de Transportes Colectivos do Porto

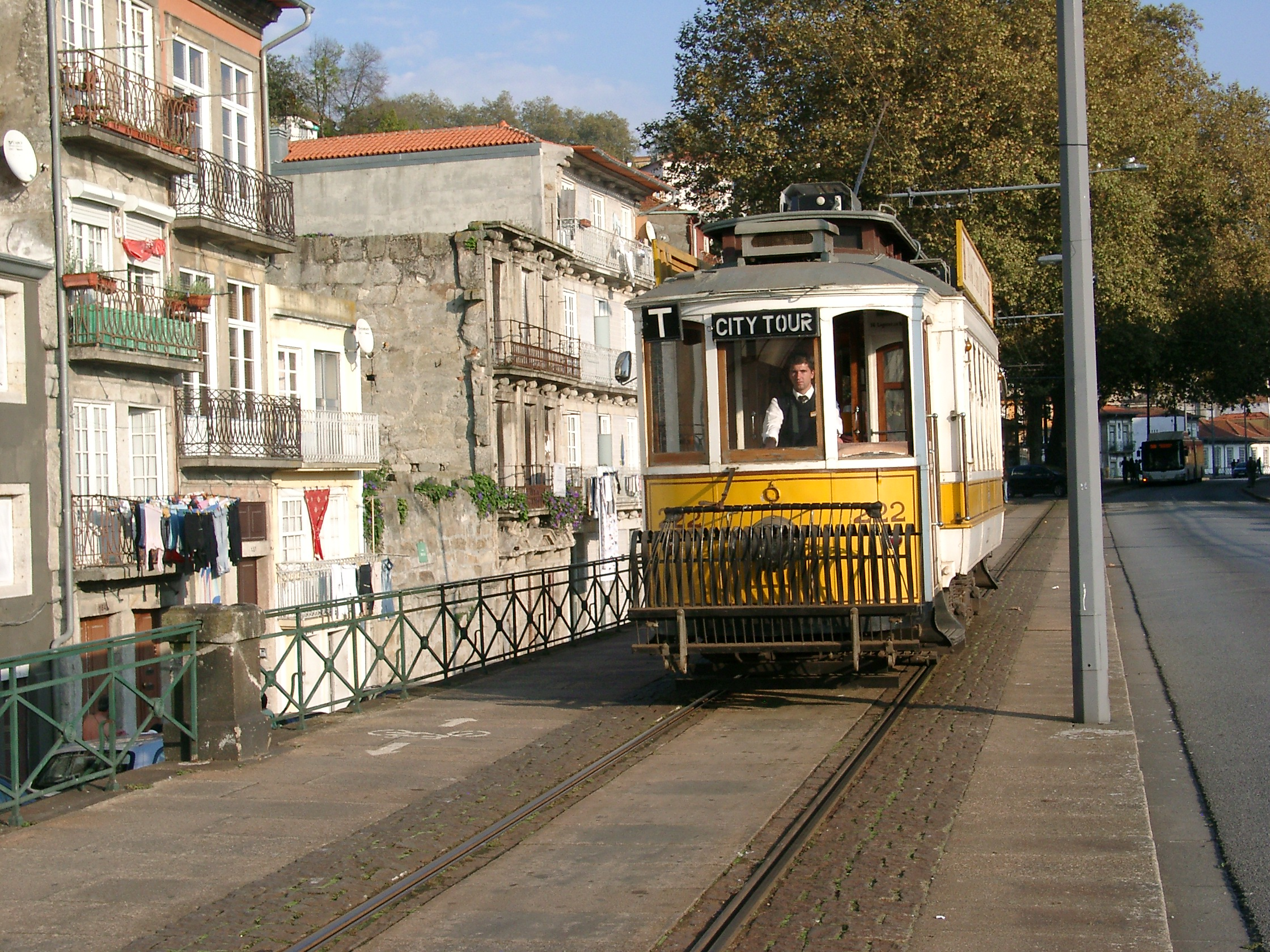
Een historische tram op lijn T

Sociedade de Transportes Colectivos do Porto (STCP) is het openbaar vervoersbedrijf dat de bus en historische tram in Groot Porto, in het noorden van Portugal verzorgt. Het bedrijf is opgericht in 1946 en nam toen de historische trams in de stad over van private uitbaters en voert het uit tot vandaag de dag. Het vroegere grote tramsysteem met historische trams bestaat nog maar uit drie lijnen en de hoofdfocus ligt tegenwoordig op het busvervoer. STCP voert niet de Metro van Porto uit maar heeft wel 25% van de aandelen in handen. Bij het bedrijf werkten in 2009 1.500 medewerkers die in totaal 83 busroutes (11 nachtbussen) met een totale lengte van 539 kilometer verzorgen. 

## Geschiedenis
De officiële naam van STCP was Serviço de Transportes Colectivos do Porto. Het is ontstaan in 1946 toen de gemeente de CCFP (Companhia Carris de Ferro do Porto) overnam die, afgezien van een korte periode in 1907-1908, al sinds 1893 het openbaar vervoer uitvoerde. In 1994 werd het toenmalige naam veranderd naar Sociedade de Transportes Colectivos do Porto.

## Vloot
De vloot van de STCP omvat bussen die op gas rijden en hybride bussen. Het bedrijf heeft een kleine afdeling Onderzoek & Ontwikkeling die is opgericht voor het ontwikkelen van technologieën om de milieuvriendelijke vloot te ondersteunen. Onder andere is er een pomp ontwikkeld met aardgas waar sneller getankt kan worden, waardoor de tijd dat de totale tijd bij de pomp verkort.
In 2009 bestond 92% van de vloot uit lagevloerbussen en 73% van de vloot is voorzien van airconditioning. Vijftien bussen zijn dubbeldekkers. De bussen zijn voorzien van een Andante-ticketsysteem.